# Декстр

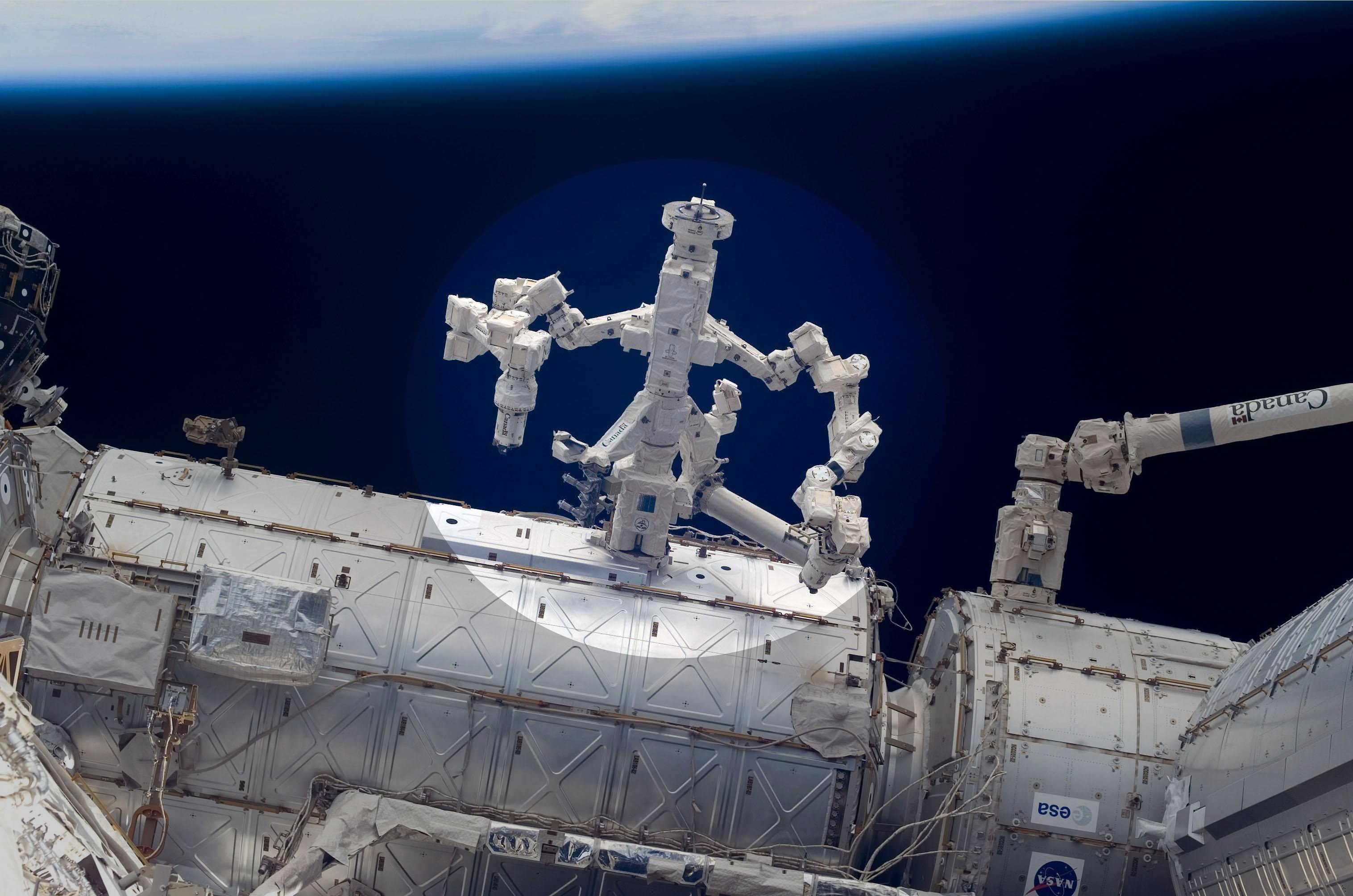
Декстром, как и многими манипуляторами МКС, можно управлять с Земли, выполняя различные задачи без участия экипажа

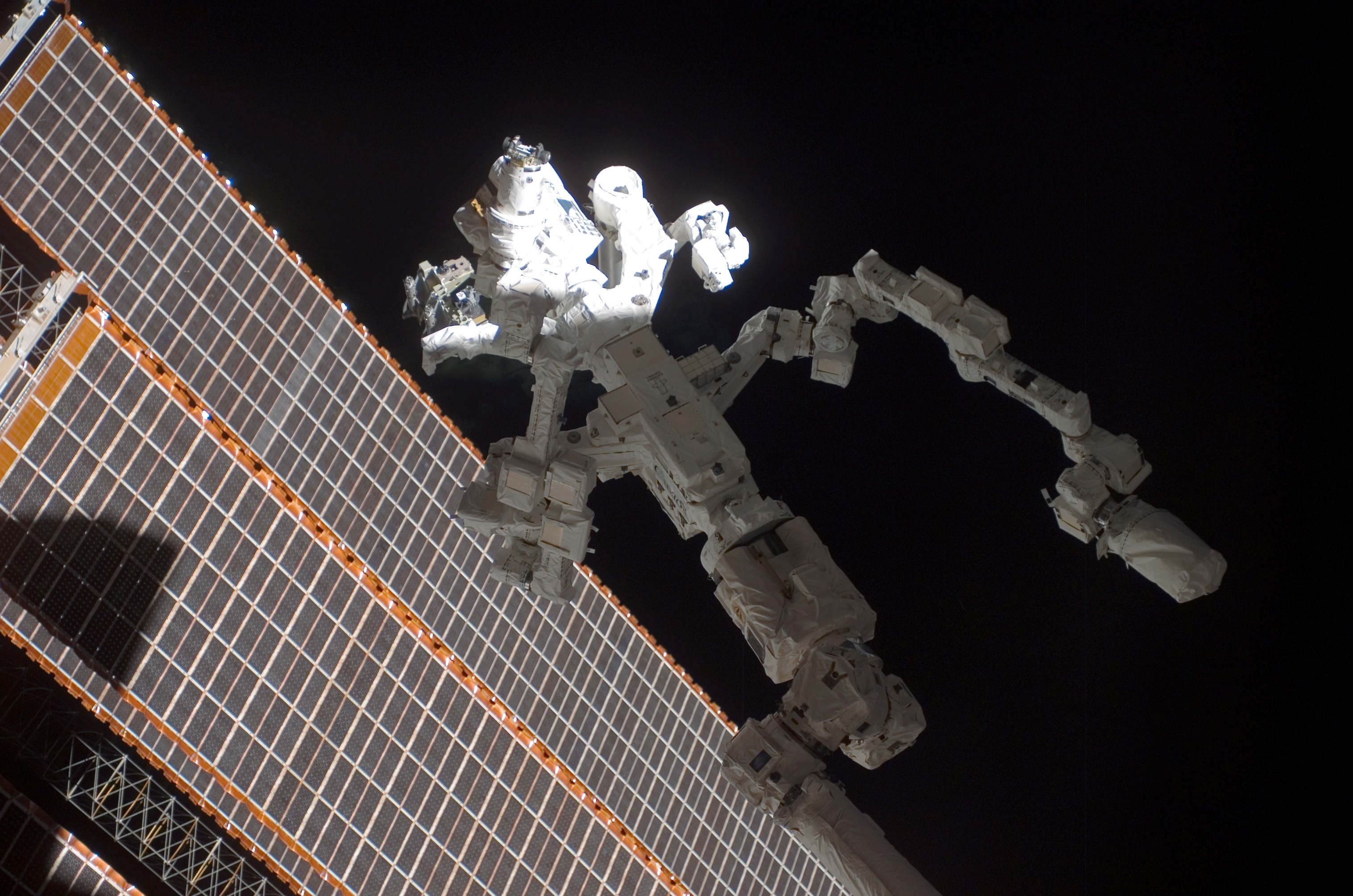
Канадский робот «Декстр»

«Декстр» (англ. Dextre; также известен как англ. SPDM — Special Purpose Dexterous Manipulator, или «гибкий манипулятор специального назначения») — двурукий манипулятор, являющийся частью мобильной обслуживающей системы «Канадарм2» на Международной космической станции. Его целью является расширение функциональности этой системы, позволяющей выполнять действия за бортом станции без необходимости выхода в открытый в космос.
«Декстр» является вкладом Канады в проект МКС. Название «Декстр» происходит от англ. dexterity — гибкость, ловкость, проворство. Также его часто называют «Canada hand» («Канадская рука») по аналогии с «Канадарм» и «Канадарм2».

## Устройство
«Декстр» выглядит как безголовое туловище, оснащённое двумя крайне подвижными руками длиной в 3,35 м. Корпус длиной в 3,5 метра имеет ось вращения в «талии». Корпус с одного конца оборудован захватывающим приспособлением, за который его может ухватить «Канадарм2» и перенести SPDM к любому орбитальному заменяемому элементу (англ. ORU) на станции. С другого конца корпуса имеется исполнительный орган робота, фактически идентичный органу «Канадарм2», так что SPDM может быть закреплён на захватывающих приспособлениях МКС или может использоваться для того, чтобы расширять функциональность «Канадарм2».
Обе руки SPDM имеют семь суставов, что даёт им такую же гибкость, как у «Канадарм2», в сочетании с большей точностью. В конце каждой руки находится система, названная ORU/TCM (англ. Orbital Replacement Unit/Tool Changeout Mechanism, «Орбитальный заменяемый элемент/Механизм замены инструментов»). В неё входят встроенные цепкие захваты, выдвижная головка, монохромная телекамера, подсветка и разделяемый штекер, который обеспечивает питание, обмен данными и теленаблюдение.
Внизу корпуса «Декстра» находится ориентируемая пара телекамер цветного изображения с подсветкой, платформа для хранения ORU и держатель для инструментов. Держатель оборудован тремя различными инструментами, используемыми для решения различных задач.

## Создание и доставка
«Декстр» спроектирован и изготовлен в MDA Space Missions, подразделении компании MacDonald Dettwiler по контракту с Канадским космическим агентством, которое будет наблюдать за будущей работой аппарата и требуемым обучением экипажей станции.
В середине июня 2007 года, после необходимых проверок, «Декстр» был доставлен в Космический центр Кеннеди, где после предполётной проверки его загрузили в шаттл «Индевор». 11 марта 2008 года «Декстр» был доставлен на МКС в рамках миссии STS-123.
4 февраля 2011 года, ранним утром, когда экипаж ещё спал, «Декстр» выполнил своё первое задание, состоявшее в распаковке двух частей японского автоматического грузового корабля «Kounotori 2».

## Дополнительное использование
В начале августа 2004 года НАСА объявило о намерении воспользоваться «Декстром» (или его копией) для восстановления телескопа «Хаббл». Через месяц после заключения контракта с MDA Space Missions на поставку копии SPDM для восстановительной миссии НАСА решило использовать для этой цели шаттл.

## Размещение
На 2015 год Декстр «парковался» на зенитном порту модуля «Транквилити».